# Cambaybukten
Cambaybukten (Khambatbukten) är en vik i Arabiska sjön vid delstaten Gujarat på Indiens västkust. Viken är grund och omkr. 12 mil lång och går mellan Kathiawarhalvön och den övriga delen av Gujarat. Cambaybukten är också känd för de extrema skillnaderna mellan ebb och flod.
Surat, Cambay, Bhavnagar och Daman är några viktiga hamnar längs Cambaybukten.